# Моравяни
Моравяни (пол. Morawiany) — село в Польщі, у гміні Бейсці Казімерського повіту Свентокшиського воєводства.
Населення — 312 осіб (2011).
У 1975-1998 роках село належало до Келецького воєводства.

## Демографія
Демографічна структура на день 31 березня 2011 року:
|          | Загалом | Допрацездатний вік | Працездатний вік | Постпрацездатний вік |
| -------- | ------- | ------------------ | ---------------- | -------------------- |
| Чоловіки | 161     | 21                 | 111              | 29                   |
| Жінки    | 151     | 19                 | 83               | 49                   |
| Разом    | 312     | 40                 | 194              | 78                   |